# Campylorhynchus jocosus
Carriça-do-balsas ou garrincha-do-balsas (Campylorhynchus jocosus) é uma espécie de ave da família Troglodytidae.
É endémica do México.
Os seus habitats naturais são: regiões subtropicais ou tropicais húmidas de alta altitude e matagal tropical ou subtropical de alta altitude.